# Porphyrophora matesovae
Porphyrophora matesovae är en insektsart som beskrevs av Jashenko 1989. Porphyrophora matesovae ingår i släktet Porphyrophora och familjen pärlsköldlöss.
Artens utbredningsområde är Kazakstan. Inga underarter finns listade i Catalogue of Life.